# The Print Shop
The Print Shop est un logiciel de publication assistée par ordinateur (PAO), initialement publié en 1984 par Brøderbund. Il est unique, fournissant des bibliothèques de cliparts et de modèles via une interface simple pour créer des panneaux, des affiches et des bannières avec des imprimantes matricielles domestiques. Au fil des années, le logiciel est mis à jour pour s'adapter aux changements de formats de fichiers et des technologies d'impression.
La version originale est destinée à l'Apple II et crée des affiches, des cartes, des bannières et du papier à en-tête. Conçu par David Balsam et programmé par Martin Kahn, il devient l'un des titres Apple II les plus populaires de tous les temps. Des versions pour MS-DOS, Commodore 64 et la famille Atari 8 bits suivent, ainsi qu'une variante pour l'Apple II GS.

## Réception
The Print Shop connaît alors un grand succès. En 1985, ce programme et Ghostbusters sont apparemment les deux programmes Commodore 64 les plus piratés. II Computing le classe septième sur la liste du magazine des meilleurs logiciels non éducatifs et non ludiques pour Apple II à la fin de 1985, sur la base des données de ventes et de parts de marché. En 1988, Brøderbund annonce que la société a vendu plus d'un million d'exemplaires et que les ventes du logiciel représentent 4 % de l'ensemble du marché américain du logiciel en 1987. En avril 1989, il reçoit la certification « Diamond » de la Software Publishers Association pour des ventes supérieures à 500 000 unités. La série représente 29 % des revenus du Brøderbund au cours de l'exercice 1992.
Le critique d'Ahoy! qualifie la version Commodore 64 de The Print Shop de « l'un des packages les mieux pensés et les plus faciles à utiliser que j'ai rencontrés », signalant qu'il n'a pas besoin d'utiliser le manuel pour produire ses premières cartes de vœux. Il prédit que le logiciel « est destiné à devenir l’un des packages les plus populaires pour le Commodore 64 ». La II Computing critique les options de mise en page rigides de la version Apple II et le manque d'aperçu avant impression, mais conclut qu'« il s'agit véritablement d'un utilitaire graphique pour le reste d'entre nous, encourageant la créativité et l'expression de soi [...] vous voudrez utiliser ce programme encore et encore ».

## Versions

### The Print Shop Companion
L'extension Print Shop Companion, développée par Roland Gustafsson et publiée en 1985, ajoute une fonctionnalité de calendrier, un éditeur graphique mis à jour, des éditeurs de polices et de bordures, et un jeu « Creature Maker », ainsi qu'une bibliothèque étendue de polices de caractères, de bordures et graphique. Initialement, pour utiliser les nouvelles polices et bordures dans The Print Shop Companion, il est nécessaire de modifier le programme original. Les versions ultérieures de The Print Shop incluent une prise en charge intégrée pour Companion.
En 1986, la première version de l'Apple Macintosh sort. Il présente des graphiques de Marney Morris et est la version la plus puissante disponible à l'époque, étant populaire dans les écoles et contenant une fonctionnalité unique avec laquelle les graphiques peuvent être transférés vers ou depuis un fichier MacPaint.
Les bibliothèques graphiques de The Print Shop proviennent de Brøderbund et d'autres fournisseurs,. Des bibliothèques sont produites pour la version originale et continuent à être publiées jusque dans les années 1990. Les graphiques produits par les utilisateurs sont également couramment distribués entre divers groupes d'utilisateurs et même soumis à des magazines sur disque tels que la famille de magazines Softdisk.

### The New Print Shopet versions ultérieures

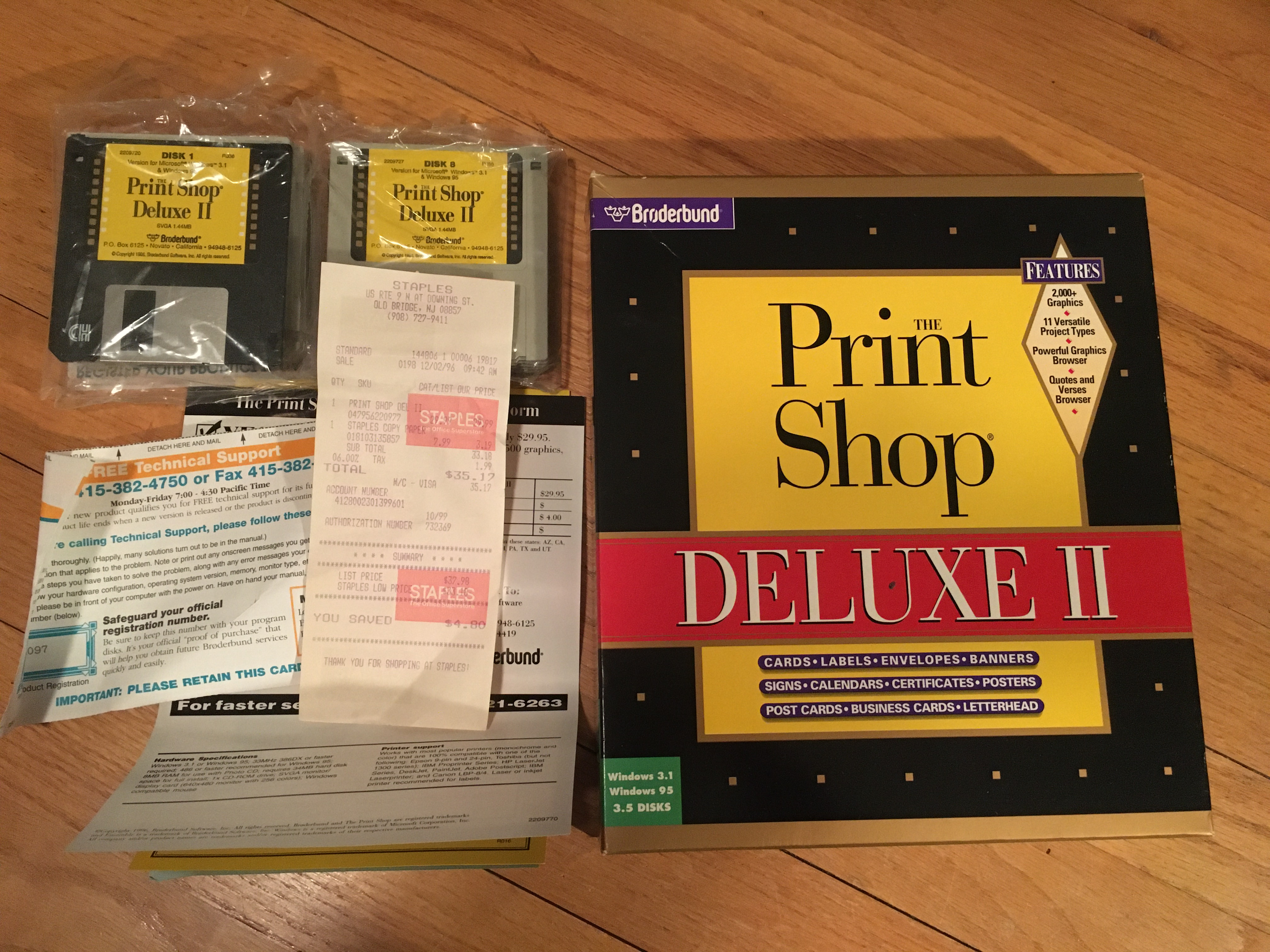
Print Shop Deluxe II pour Windows avec boîte et disquettes d'installation de 1996.

The New Print Shop sort en 1988 pour Apple II et MS-DOS et est amélioré par rapport à l'original. Le Print Shop Deluxe, pour Mac, MS-DOS et Windows, sort en 1993. Deluxe utilise une nouvelle interface entièrement graphique que l'on retrouve encore dans les programmes d'impression actuels et permet la création de calendriers. Le Print Shop Deluxe est examiné dans le Oppenheim Toy Portfolio Guide Book, où il est félicité pour « la production de cartes de vœux, de panneaux, de papeterie, de bannières, de calendriers, d'étiquettes cadeaux et d'affiches de haute qualité ». Le Print Shop Deluxe Companion ajoute de nouveaux modules et graphiques, et la version Ensemble combine The Print Shop, le Companion et plusieurs bibliothèques graphiques sur un seul CD.
De nombreuses nouvelles versions de The Print Shop suivent, comme Ensemble II. Aujourd'hui âgé de plus de 20 ans, le Print Shop produit toujours des cartes de vœux, des bannières et des affiches imprimées. Il propose de nouveaux types de sorties imprimées, notamment des étiquettes et des inserts de CD et DVD, des couvertures d'iPod et des pages d'album photo. Pour les petites entreprises, il propose également des projets tels que des cartes de visite, du papier à en-tête et des présentations.
Le 15 janvier 2010, une nouvelle version pour Windows 7 avec prise en charge PC intitulée The Print Shop 2.0 est lancée, publiée par Encore, Inc. dans les variantes Standard, Deluxe et Professional.
Pour répondre à la prise en charge de Windows 7 pour les projets antérieurs à la version 2.0, une version incrémentielle de l'ancienne gamme, The Print Shop version 2.1, est publiée en juillet 2010. Pour macOS (anciennement Mac OS X), la dernière version est la 4.0, développée et publiée par Software MacKiev, et publiée en décembre 2017. Une mise à jour pour assurer la compatibilité 64 bits (version 4.1) est publiée en décembre 2021.